# French Open 2020/Quaddoppel
Das Quaddoppel (Rollstuhl) der French Open 2020 war Teil der Rollstuhltenniswettbewerbe in Paris vom 7. bis zum 10. Oktober.
Vorjahressieger waren David Wagner und Dylan Alcott. Wagner gewann das Turnier erneut, diesmal mit Sam Schröder.

## Hauptrunde
Zeichenerklärung
- Q = Qualifikant
- WC = Wildcard
- LL = Lucky Loser
- ITF = qualifiziert über ITF-Ranking
- ALT = alternate (Ersatz)
- PR = Protected Ranking
- SE = Special Exempt
- r = retired (Aufgabe)
- d = Disqualifikation
- w.o. = walkover
- [ ] = Match-Tie-Break

|  | Finale |                               |   |   |      |
|  |        |                               |   |   |      |
|  |        | Dylan Alcott Andrew Lapthorne | 6 | 5 | [8]  |
|  |        | Sam Schröder David Wagner     | 4 | 7 | [10] |
|  |        |                               |   |   |      |